# Nello Santi
Nello Santi (Adria, 22 de setembro de 1931 – Zurique, 6 de fevereiro de 2020) foi um maestro italiano. Era frequentemente chamado de Papa Santi pois os músicos sempre mostram muitos respeito pelo seu trabalho. 
Santi nasceu em Adria, Veneto. Ele estudou composição no Liceo de Pádua. Em 1951 ele fez sua estreia como maestro em Pádua, conduzindo a ópera Rigoletto de Giuseppe Verdi no Teatro Verdi. Ele foi apontado como diretor musical da Casa de Ópera de Zurique em 1958, permanecendo lá até 1969. Ele conduziu a Ópera de Zurique pela primeira vez em 1958, o Metropolitan Opera pela primeira vez em 1962, quando fez a sua estreia com Un Ballo in Maschera de Giuseppe Verdi, Royal Opera House com La Traviata e em muitas outras grandes casas de óperas do mundo, incluindo a Arena de Verona.
Santi morreu no dia 6 de fevereiro de 2020, aos 88 anos.

## Gravações
- 1971: Pagliacci de Leoncavallo com Plácido Domingo, Montserrat Caballe, Sherrill Milnes; London Symphony Orchestra and Chorus; Audio CD:  RCA
- 1981: Andrea Chénier de Giordano com Plácido Domingo, Gabriela Benackova,  Piero Cappuccilli; Vienna State Opera orchestra and chorus; DVD: Deutsche Grammophon; Cat: 00440 073 4070
- 1982: La fanciulla del West de Puccini com Carol Neblett, Plácido Domingo, Silvano Carroli; Royal Opera House, Covent Garden Orchestra and Chorus; DVD: Kultur Video; ASIN: 032031203822
- 1988: Guglielmo Tell de Rossini com Antonio Salvadori, Maria Chiara, Salvatore Fisichella; Condor, Opernhaus-Zurich; TV/DVD
- 2000: I due Foscari de Verdi com Leo Nucci, Vincenzo La Scola, Alexandrina Pendatchanska; Teatro San Carlo Orchestra and Chorus; DVD: TDK
- 2006: "Don Pasquale" de Donizetti com Juan Diego Florez, Isabel Rey, Ruggero Raimondi;Zurich Opera Orchestra; DVD; DECCA